# Binche-Chimay-Binche 2019
La 32e édition de Binche-Chimay-Binche a eu lieu le 8 octobre 2019. Elle fait partie du calendrier UCI Europe Tour 2019 en catégorie 1.1. 

## Équipes
| WorldTeams (7)- AG2R La Mondiale - Deceuninck-Quick Step - Team Jumbo-Visma - Lotto Soudal - Groupama-FDJ - Katusha-Alpecin - Trek-Segafredo Équipes continentales professionnelles (10)- Arkéa-Samsic - Cofidis, Solutions Crédits - Corendon-Circus - Israel Cycling Academy - Total Direct Énergie - Roompot-Charles - Sport Vlaanderen-Baloise - Vital Concept-B&B Hotels - Wallonie Bruxelles - Wanty-Groupe Gobert Équipes continentales (4)- IAM Excelsior - BEAT Cycling Club - Cibel-Cebon - Leopard |
| |

## Classement final
| \| Classement général \| Classement général \| Classement général \| Classement général \| Classement général \| \| Coureur \| Coureur \| Pays \| Équipe \| Temps \| \| ------------------ \| ------------------ \| ------------------ \| -------------------------- \| ------------------ \| \| 1er \| Tom Van Asbroeck \| Belgique \| Israel Cycling Academy \| 4 h 32 min 37 s \| \| 2e \| Oliver Naesen \| Belgique \| AG2R La Mondiale \| + 0 s \| \| 3e \| Jos van Emden \| Pays-Bas \| Team Jumbo-Visma \| + 0 s \| \| 4e \| Timo Roosen \| Pays-Bas \| Team Jumbo-Visma \| + 0 s \| \| 5e \| Jens Keukeleire \| Belgique \| Lotto-Soudal \| + 0 s \| \| 6e \| Jasper Stuyven \| Belgique \| Trek-Segafredo \| + 0 s \| \| 7e \| Florian Sénéchal \| France \| Deceuninck-Quick Step \| + 0 s \| \| 8e \| Damien Touzé \| France \| Cofidis, Solutions Crédits \| + 0 s \| \| 9e \| Stefan Küng \| Suisse \| Groupama-FDJ \| + 0 s \| \| 10e \| Jenthe Biermans \| Belgique \| Katusha-Alpecin \| + 0 s \| |                  |          |                            |                 |
| |                  |          |                            |                 |
| Source : ProCyclingStats |                  |          |                            |                 |
| Classement général |                  |          |                            |                 |
| Coureur | Coureur          | Pays     | Équipe                     | Temps           |
| 1er | Tom Van Asbroeck | Belgique | Israel Cycling Academy     | 4 h 32 min 37 s |
| 2e | Oliver Naesen    | Belgique | AG2R La Mondiale           | + 0 s           |
| 3e | Jos van Emden    | Pays-Bas | Team Jumbo-Visma           | + 0 s           |
| 4e | Timo Roosen      | Pays-Bas | Team Jumbo-Visma           | + 0 s           |
| 5e | Jens Keukeleire  | Belgique | Lotto-Soudal               | + 0 s           |
| 6e | Jasper Stuyven   | Belgique | Trek-Segafredo             | + 0 s           |
| 7e | Florian Sénéchal | France   | Deceuninck-Quick Step      | + 0 s           |
| 8e | Damien Touzé     | France   | Cofidis, Solutions Crédits | + 0 s           |
| 9e | Stefan Küng      | Suisse   | Groupama-FDJ               | + 0 s           |
| 10e | Jenthe Biermans  | Belgique | Katusha-Alpecin            | + 0 s           |